# Glenville (Virginia Occidental)
Glenville es un pueblo ubicado en el condado de Gilmer en el estado estadounidense de Virginia Occidental. En el Censo de 2010 tenía una población de 1537 habitantes y una densidad poblacional de 573,93 personas por km².

## Geografía
Glenville se encuentra ubicado en las coordenadas 38°56′25″N 80°50′0″O / 38.94028, -80.83333. Según la Oficina del Censo de los Estados Unidos, Glenville tiene una superficie total de 2.68 km², de la cual 2.58 km² corresponden a tierra firme y (3.58%) 0.1 km² es agua.

## Demografía
Según el censo de 2010, había 1537 personas residiendo en Glenville. La densidad de población era de 573,93 hab./km². De los 1537 habitantes, Glenville estaba compuesto por el 90.05% blancos, el 6.31% eran afroamericanos, el 0.33% eran amerindios, el 0.26% eran asiáticos, el 0.52% eran isleños del Pacífico, el 0.46% eran de otras razas y el 2.08% pertenecían a dos o más razas. Del total de la población el 2.08% eran hispanos o latinos de cualquier raza.